# Fußball-Weltmeisterschaft 2026/Qualifikation

Qualifiziert
Kann sich noch qualifizieren
Nicht qualifiziert
Zurückgezogen oder suspendiert
Kein FIFA-Mitglied

Die Qualifikation (oder Vorrunde) zur Endrunde der Fußball-Weltmeisterschaft 2026 wird von 2023 bis 2026 ausgetragen. Es hatten sich bis auf Russland (das weiterhin ausgeschlossen ist) 210 FIFA-Mitglieder gemeldet; Eritrea zog zurück, ohne ein Spiel zu bestreiten.
Die Startplätze für die Endrunde werden wie folgt vergeben:
- UEFA (Europa): 16 Startplätze für 54 Qualifikationsteilnehmer
- CAF (Afrika): 9 oder 10 Startplätze für 54 Qualifikationsteilnehmer
- AFC (Asien und Australien): 8 oder 9 Startplätze für 46 Qualifikationsteilnehmer
- CONMEBOL (Südamerika): 6 oder 7 Startplätze für 10 Qualifikationsteilnehmer
- CONCACAF (Nord- und Mittelamerika und Karibik): 3, 4 oder 5 Startplätze für 32 Qualifikationsteilnehmer sowie drei Startplätze für die Gastgeber Kanada, Mexiko und USA.
- OFC (Ozeanien): 1 oder 2 Startplätze für 11 Qualifikationsteilnehmer

Zwei der Teilnehmer werden in einem interkontinentalen Play-off-Turnier bestimmt. Teilnehmer sind je eine Mannschaft aus fünf der sechs Kontinentalverbände (die UEFA nimmt nicht teil) sowie zusätzlich eine weitere Mannschaft aus dem Kontinentalverband des Gastgebers (CONCACAF).

## Für die Weltmeisterschaft qualifizierte Mannschaften
| Nation             | Qualifiziert als                       | Qualifiziert am | FIFA-Rang | Endrundenteilnahmen | Endrundenteilnahmen |
| Nation             | Qualifiziert als                       | Qualifiziert am | FIFA-Rang | Anzahl              | zuletzt             |
| ------------------ | -------------------------------------- | --------------- | --------- | ------------------- | ------------------- |
| Kanada             | CONCACAF; Co-Gastgeber                 | 14.02.2023      | 28        | 03                  | 2022                |
| Mexiko             | CONCACAF; Co-Gastgeber                 | 14.02.2023      | 13        | 18                  | 2022                |
| Vereinigte Staaten | CONCACAF; Co-Gastgeber                 | 14.02.2023      | 15        | 12                  | 2022                |
| Japan              | AFC; 3. Runde, Erster Gruppe 3         | 20.03.2025      | 17        | 08                  | 2022                |
| Neuseeland         | OFC; 3. Runde, Finalsieger             | 24.03.2025      | 82        | 03                  | 2010                |
| Iran               | AFC; 3. Runde, Erster Gruppe 1         | 25.03.2025      | 20        | 07                  | 2022                |
| Argentinien        | CONMEBOL; Gruppenerster                | 25.03.2025      | 01        | 19                  | 2022                |
| Usbekistan         | AFC; 3. Runde, Zweiter Gruppe 1        | 05.06.2025      | 55        | 01                  | –                   |
| Jordanien          | AFC; 3. Runde, Zweiter Gruppe 2        | 05.06.2025      | 64        | 01                  | –                   |
| Südkorea           | AFC; 3. Runde, Erster Gruppe 2         | 05.06.2025      | 23        | 12                  | 2022                |
| Australien         | AFC; 3. Runde, Zweiter Gruppe 3        | 10.06.2025      | 24        | 07                  | 2022                |
| Ecuador            | CONMEBOL; Gruppenzweiter bis -sechster | 10.06.2025      | 25        | 05                  | 2022                |
| Brasilien          | CONMEBOL; Gruppenzweiter bis -sechster | 10.06.2025      | 05        | 23                  | 2022                |

Anmerkungen
1. ↑  Stand: 10. Juli 2025.
2. ↑  Inklusive der Fußball-WM 2026.

## Afrikanische Zone / CAF
Da Réunion und Sansibar keine FIFA-Mitglieder sind, nehmen nur 54 CAF-Mitglieder an der Qualifikation teil.
Erste Runde
- Ägypten
- Algerien
- Angola
- Äquatorialguinea
- Äthiopien
- Benin
- Botswana
- Burkina Faso
- Burundi
- Dschibuti
- Elfenbeinküste
- Eritrea
- Eswatini
- Gabun
- Gambia
- Ghana
- Guinea
- Guinea-Bissau
- Kamerun
- Kap Verde
- Kenia
- Komoren
- DR Kongo
- Republik Kongo
- Lesotho
- Liberia
- Libyen
- Madagaskar
- Malawi
- Mali
- Marokko
- Mauretanien
- Mauritius
- Mosambik
- Namibia
- Niger
- Nigeria
- Ruanda
- Sambia
- São Tomé und Príncipe
- Senegal
- Seychellen
- Sierra Leone
- Simbabwe
- Somalia
- Südafrika
- Sudan
- Südsudan
- Tansania
- Togo
- Tschad
- Tunesien
- Uganda
- Zentralafr. Republik

## Asiatische Zone / AFC
Da die Nördlichen Marianen kein FIFA-Mitglied sind, nehmen nur 46 AFC-Mitglieder an der Qualifikation teil. Die ersten beiden Qualifikationsrunden dienen gleichzeitig auch als Qualifikation für die Asienmeisterschaft 2027.
Erste Runde
Die auf Platz 27 bis 46 gesetzten Mannschaften stiegen in der ersten Runde ein.
- Afghanistan*
- Bangladesch*
- Bhutan
- Brunei
- Chinese Taipei*
- Guam
- Hongkong*
- Indonesien***
- Jemen*
- Kambodscha
- Laos
- Macau
- Malediven
- Mongolei
- Myanmar*
- Nepal*
- Osttimor
- Pakistan*
- Singapur*
- Sri Lanka

* = Qualifiziert für die zweite Runde/*** = Qualifiziert für die vierte Runde
Zweite Runde
Die auf Platz 1 bis 26 gesetzten Mannschaften stiegen in der zweiten Runde ein.
- Australien**
- Bahrain**
- China**
- Indien
- Irak***
- Iran**
- Japan**
- Jordanien**
- Katar***
- Kirgisistan**
- Kuwait**
- Libanon
- Malaysia
- Nordkorea**
- Oman***
- Palästina**
- Philippinen
- Saudi-Arabien***
- Südkorea**
- Syrien
- Tadschikistan
- Thailand
- Turkmenistan
- Usbekistan**
- Ver. Arab. Emirate***
- Vietnam

** = Qualifiziert für die dritte Runde/*** = Qualifiziert für die vierte Runde

## Südamerikanische Zone / CONMEBOL
Alle zehn Mannschaften, die dem südamerikanischen Fußballverband CONMEBOL angehören, nehmen an der Qualifikation teil.
- Argentinien
- Bolivien
- Brasilien
- Chile
- Ecuador
- Kolumbien
- Paraguay
- Peru
- Uruguay
- Venezuela

## Nord-, Zentralamerikanische und Karibische Zone / CONCACAF
Da die drei Gastgeber automatisch qualifiziert sind, nehmen nur 32 CONCACAF-Mannschaften, die auch Mitglied des Weltverbandes FIFA sind, an der Qualifikation teil.
Erste Runde
Die auf Platz 29 bis 32 gesetzten Mannschaften stiegen in der ersten Runde ein.
- Amerikanische Jungferninseln
- Anguilla*
- Britische Jungferninseln*
- Turks- und Caicosinseln

* = Qualifiziert für die zweite Runde
Zweite Runde
Die auf Platz 1 bis 28 gesetzten Mannschaften stiegen in der zweiten Runde ein.
- Antigua und Barbuda
- Aruba
- Bahamas
- Barbados
- Belize
- Bermuda**
- Cayman Islands
- Costa Rica**
- Curaçao**
- Dominica
- Dominikanische Republik
- El Salvador**
- Grenada
- Guatemala**
- Guyana
- Haiti**
- Honduras**
- Jamaika**
- Kuba
- Montserrat
- Nicaragua**
- Panama**
- Puerto Rico
- St. Kitts und Nevis
- St. Lucia
- St. Vincent und die Grenadinen
- Suriname**
- Trinidad und Tobago**

** = Qualifiziert für die dritte Runde

## Ozeanische Zone / OFC
Alle elf OFC-Mannschaften, die auch gleichzeitig FIFA-Mitglieder sind, nahmen an der Qualifikation teil.
Erste Runde
Die auf Platz 8 bis 11 gesetzten Mannschaften stiegen in der ersten Runde ein.
- Amerikanisch-Samoa
- Cookinseln
- Samoa*
- Tonga

* = Qualifiziert für die zweite Runde
Zweite Runde
Die auf Platz 1 bis 7 gesetzten Mannschaften steigen in der zweiten Runde ein.
- Fidschi**
- Neukaledonien**
- Neuseeland**
- Papua-Neuguinea
- Salomonen
- Tahiti**
- Vanuatu

** = Qualifiziert für die dritte Runde
Dritte Runde
Die beiden Gruppensieger spielten gegen die -zweiten. Deren Sieger ermittelten in einem Finale den direkten Qualifikanten.
- Fidschi
- Neukaledonien***
- Neuseeland
- Tahiti

*** = Qualifiziert für die interkontinentalen Play-offs

## Europäische Zone / UEFA
Auf die 54 teilnehmenden UEFA-Mitglieder entfallen insgesamt 16 Startplätze. Das WM-Qualifikationsturnier wird in den Jahren 2025 und 2026 stattfinden, wobei auch die Ergebnisse der UEFA Nations League 2024/25 mit einfließen werden. Gespielt wird in 12 Gruppen zu je 4 oder 5 Mannschaften. Die Auslosung der Qualifikationsgruppen fand am 13. Dezember 2024 in Zürich statt. Die 12 Gruppensieger der WM-Qualifikation sind direkt für die WM qualifiziert. Die 12 Gruppenzweiten spielen gemeinsam mit den vier am besten platzierten Gruppensiegern der UEFA Nations League 2024/25, die sich nicht bereits als Gruppenerster- oder zweiter für die WM bzw. die Play-offs qualifiziert haben, die vier verbleibenden Plätze aus.
| Gruppe A      | FIFA- Rang 1 | Gruppe B                | FIFA- Rang | Gruppe C     | FIFA- Rang | Gruppe D         | FIFA- Rang | Gruppe E  | FIFA- Rang | Gruppe F     | FIFA- Rang |
| ------------- | ------------ | ----------------------- | ---------- | ------------ | ---------- | ---------------- | ---------- | --------- | ---------- | ------------ | ---------- |
| Deutschland * | 010          | Schweiz                 | 020        | Dänemark     | 021        | Frankreich *     | 002        | Spanien * | 003        | Portugal *   | 006        |
| Slowakei      | 041          | Schweden *              | 027        | Griechenland | 039        | Ukraine          | 025        | Türkei    | 028        | Ungarn       | 030        |
| Nordirland *  | 071          | Slowenien               | 055        | Schottland   | 045        | Island           | 070        | Georgien  | 068        | Irland       | 060        |
| Luxemburg     | 092          | Kosovo                  | 099        | Belarus      | 098        | Aserbaidschan    | 117        | Bulgarien | 082        | Armenien     | 100        |
| Gruppe G      | FIFA-Rang    | Gruppe H                | FIFA-Rang  | Gruppe I     | FIFA-Rang  | Gruppe J         | FIFA-Rang  | Gruppe K  | FIFA-Rang  | Gruppe L     | FIFA-Rang  |
| Niederlande   | 007          | Österreich              | 022        | Italien      | 009        | Belgien          | 008        | England * | 004        | Kroatien     | 013        |
| Polen         | 035          | Rumänien *              | 038        | Norwegen *   | 043        | Wales *          | 029        | Serbien   | 032        | Tschechien * | 042        |
| Finnland      | 069          | Bosnien und Herzegowina | 074        | Israel       | 076        | Nordmazedonien * | 067        | Albanien  | 065        | Montenegro   | 073        |
| Litauen       | 142          | Zypern                  | 130        | Estland      | 123        | Kasachstan       | 110        | Lettland  | 140        | Färöer       | 137        |
| Malta         | 169          | San Marino *            | 210        | Moldau *     | 151        | Liechtenstein    | 204        | Andorra   | 171        | Gibraltar    | 197        |

* Gruppensieger der UEFA Nations League 2024/25

## Interkontinentale Play-offs

### Modus
Am Play-off-Turnier wird je eine Mannschaft aus Afrika, Asien, Ozeanien und Südamerika sowie zwei Mannschaften aus Nordamerika teilnehmen, die in zwei Dreiergruppen aufgeteilt werden, deren jeweilige Sieger sich für die Weltmeisterschaft qualifizieren. Hierbei wird innerhalb der einzelnen Gruppen ein K.-o.-Turnier gespielt. Bei der Aufteilung der Gruppen werden Teilnehmer aus derselben Konföderation getrennt gehalten. Die besten zwei Mannschaften der letzten FIFA-Weltrangliste vor der Auslosung sind gesetzt. In beiden Gruppen werden zunächst je zwei ungesetzte Mannschaften gegeneinander antreten. Die Sieger dieser Begegnungen spielen dann gegen die gesetzte Mannschaft um einen Platz beim Finalturnier.

### Teilnehmer
Bereits qualifiziert ist:
- Neukaledonien